# Бонетти, Дарио
Дарио Бонетти (итал. Dario Bonetti; род. 5 августа 1961, Брешиа, Ломбардия) — итальянский футболист и футбольный тренер.

## Биография
Родился в 1961 году в Сан-Дзено-Навильо, провинция Брешиа. Его отец Альбо Бонетти до Второй мировой войны был игроком местного клуба «Брешиа». Футболистами также стали братья Дарио — Марио и Ивано.

### Клубная карьера
Воспитанник клуба «Брешиа», за основной состав которого отыграл два сезона в Серии Б. В 1980 году он подписал контракт с клубом «Рома» и в первый же сезон в новом клубе стал обладателем Кубка Италии. Сезон 1982/83 отыграл в команде «Сампдория», после чего вернулся в «Рому», с которой ещё дважды выигрывал Кубок Италии. В сезоне 1986/87 был игроком «Милана», за который провёл 23 матча в чемпионате страны. Затем отыграл по два сезона в клубах «Верона» и «Ювентус». В сезоне 1989/90 в составе «Ювентуса» в четвёртый раз за карьеру стал обладателем Кубка Италии. В том же сезоне вместе с командой стал обладателем Кубка УЕФА, переиграв в двухматчевом финале итальянскую «Фиорентину». В 1991 году вернулся в «Сампдорию», где уже выступал его младший брат Ивано. В составе «Сампдории» братья дошли до финала Кубка европейских чемпионов, где в финальном матче итальянский клуб уступил «Барселоне» со счётом 0:1. В этом матче Дарио остался на скамейке запасных. После окончания сезона игрок покинул команду и перешёл в СПАЛ, где спустя сезон завершил игровую карьеру.

### Карьера в сборной
Бонетти был игроком молодёжной сборной Италии, в составе которой принимал участие в молодёжном чемпионате Европы 1984, на котором Италия дошла до полуфинала, уступив будущим чемпионам — сборной Англии.
Также он провёл две игры за основную сборную Италии. Дебютировал 8 октября 1986 года в товарищеской игре со сборной Греции. 15 ноября того же года вышел на поле в матче отборочного турнира чемпионата Европы 1988 против Швейцарии.

### Тренерская карьера
После завершения игровой карьеры, Бонетти стал футбольным тренером. В качестве главного тренера дебютировал в сезоне 1999/00 в команде «Сестрезе». В том сезоне за команду выступал его младший брат Ивано. В 2000 году Ивано стал играющим тренером шотландского клуба «Данди», а Дарио вошёл в тренерский штаб в качестве ассистента. В 2002 году братья были уволены из клуба. Затем Дарио продолжил самостоятельную тренерскую карьеру в 2005 году. Он был главным тренером клубов низших лиг Италии «Потенца», «Галлиполи» и «Юве Стабия», а также клуба высшей лиги Венгрии «Шопрон». В июне 2009 года стал главным тренером бухарестского «Динамо». 3 октября был уволен с поста главного тренера после публичных высказываний в адрес руководства клуба.
В 2010 году Бонетти стал главным тренером сборной Замбии. Под его руководством сборная заняла первое место в отборочной группе и успешно квалифицировалась в финальный турнир Кубка африканских наций 2012. Несмотря на это, он был уволен из команды через три дня после завершения отборочного турнира. В апреле 2012 года вернулся в «Динамо» Бухарест, но в клубе вновь не задержался и покинул пост главного тренера в ноябре. В 2016 году на протяжении одного месяца возглавлял румынский «Тыргу-Муреш».

## Достижения
«Рома»
- Обладатель Кубка Италии: 1980/81, 1983/84, 1985/86

«Ювентус»
- Обладатель Кубка Италии: 1989/90
- Обладатель Кубка УЕФА: 1989/90

«Сампдория»
- Финалист Кубка европейских чемпионов: 1991/92